# Emmental
Emmental (gsw. Ämmitau) – pagórkowata wyżyna znajdująca się w Szwajcarii na terenie kantonu Berno. Krajobraz wyżyny charakteryzują łąki i pastwiska. Wiele wzgórz pokrytych jest w dużej mierze lasem iglastym. Emmental obejmuje zlewnie rzek Emme oraz Ilfis. Najważniejsze miejscowości: Burgdorf, Langnau im Emmental oraz Sumiswald.